# Bělidla

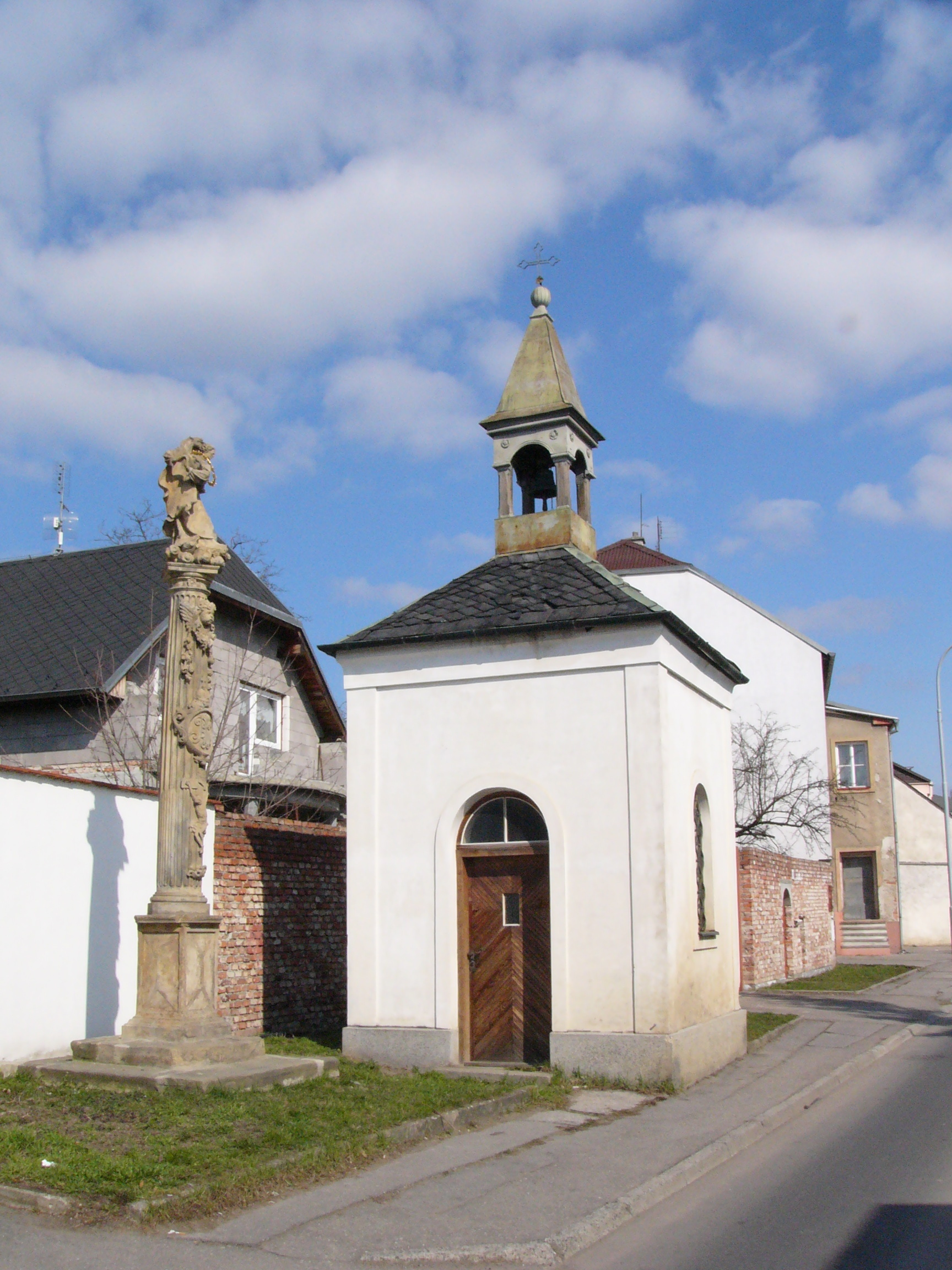
Kampanila i kolumna maryjna, ulica Libušina

Bělidla – dzielnica miasta Ołomuniec, położona w kraju ołomunieckim, w powiecie Ołomuniec, w Czechach.